# Катанян, Арам Григорьевич
Арам Григорьевич Катанян (арм. Արամ Գրիգորիի Քաթանյան; 10 марта 1926, Ереван — 22 декабря 1998) — армянский советский дирижёр. Народный артист Армянской ССР (1976).

## Биография
Окончил Ереванскую консерваторию (1951), ученик Константина Сараджева. В том же году занял должность дирижёра в симфоническом оркестре Свердловского радио. С 1958 г. работал в Армянском театре оперы и балета, в 1964—1970 и 1974—1982 гг. его главный дирижёр. Кроме того, в 1970—1973 гг. главный дирижёр и художественный руководитель Государственного симфонического оркестра Армянской ССР.
Среди заметных постановок Катаняна в Ереване — советские премьеры оперы-оратории «Царь Эдип» Игоря Стравинского (1963), музыкальной драмы «Вестсайдская история» Леонарда Бернстайна (1963), оперы «Консул» Джанкарло Менотти (1966). С именем Катаняна связаны и судьбы крупных армянских композиторов: он осуществил премьеры балетов Эдгара Оганесяна «Вечный идол» (1966), Григория Егиазаряна «Озеро грёз» (1967) и «Ара прекрасный и Семирамида» (1972), оперы Александра Арутюняна «Саят-Нова» (1969) (как отмечал по этому поводу Арам Хачатурян, Катанян «с большим мастерством выявил тонкости оркестровки»), принял заметное участие в творческой судьбе Авета Тертеряна; под управлением Катаняна прошла и армянская премьера балета Хачатуряна «Спартак» (1961). Более 30 лет Катанян дирижировал в Ереване оперой Джузеппе Верди «Аида» — при этом, как отмечала критика, каждый спектакль «по полноте дирижёрской музыкантской отдачи вызывает ощущение присутствия на премьере».

### Семья
- Жена — М. А. Берко.
- Сын — Константин Катанян.